# Giovanni Angelo Montorsoli
Giovanni Angelo Montorsoli, egentligen Angelo di Michele d'Angelo da Poggibonsi född omkring 1507, död 1563, var en italiensk konstnär.
Montorsoli utbildades under inflytande av Michelangelo i Florens, där han var mästarens medhjälpare i Medicéerkapellet vid San Lorenzo och vid biblioteket. Han arbetade i Rom för Juliusmonumentets fullbordande och utförde flera gravmonument i Florens, Arezzo och flera andra platser, han verkade även i Genua, Neapel och Bologna som skulptör och dekoratör. Montorsoli avbetade i sten, vax, lera, stuck, brons och trä. Hans figurbildning är kraftig, ofta överdrivet muskulös i senrenässansens anda.